# Medina
 Ovo je glavno značenje pojma Medina. Za druga značenja pogledajte Medina (razdvojba).
Medina ((arap.):  المدينة المنورة), grad u Saudijskoj Arabiji. Značajan za islam jer je Muhamed nakon iseljenja (hidžre) došao u Medinu, te u njoj i umro 632. godine.